# Václav Hradecký
Václav Hradecký (21. října 1867 Světlá nad Sázavou – 14. července 1940 Domažlice) byl český akademický malíř.

## Život

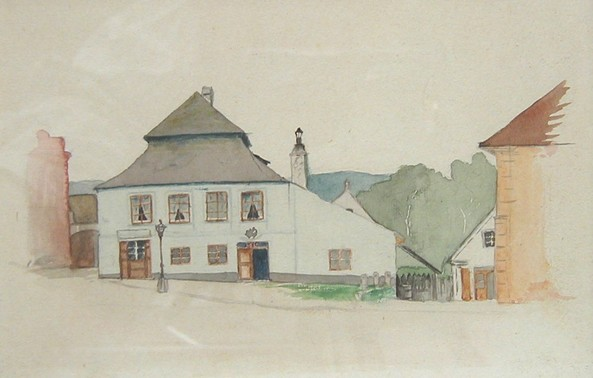
Rodný dům Václava Hradeckého ve Světlé nad Sázavou před rokem 1900 (akvarel, autor: Josef Hradecký - rodinná sbírka)

Narodil se 21. října 1867 v rodině kupce a městského radního ve Světlé nad Sázavou jako jeden ze šesti sourozenců. Po ukončení základního vzdělání odešel v roce 1887 studovat malbu do Prahy.
Studium zahájil na Umělecko-průmyslové škole v Praze pod vedením prof. Františka Ženíška. Po roce přestoupil na Malířskou akademii v Praze (pozdějším názvem: C. k. akademie umění v Praze), kde pokračoval ve studiu u profesorů Františka Sequense (v letech 1888 – 1893) a Václava Brožíka (v letech 1893 – 1897). Akademii absolvoval roku 1897.
V roce 1893 vystavoval svá díla na Světové výstavě v Chicagu, obrazem „Výjev ze selských bojů“ vzbudil o tři roky později značnou pozornost na výstavě ve Filadelfii. V letech 1896, 1897 a 1900 prezentoval svá díla na výstavách Krasoumné jednoty v Praze. Krátce byl také členem spolku Mánes a stýkal se s vrstevníky, které poznal za studií – zejména s Dědinou a Dvořákem. Přátelství ho spojilo i s Luďkem Maroldem.
V roce 1901 odešel jako mladý anarchisticky smýšlející radikál do svobodomyslné Paříže, kde se přátelil s Františkem Kupkou a ostatními českými malíři pobývajícími ve Francii (Jan Dědina, Rudolf Plaček, Vojtěch Preissig, Ludvík Strimpl). V období 1902 – 1905 přispíval do satirického časopisu L´Assiette au Beurre ilustracemi, kterými glosoval sociální a politické poměry doby. Celkem ve 12 číslech časopisu publikoval 57 kreseb. Vyšla dvě jeho samostatná čísla – č. 105 ze 4. dubna 1903 s názvem "La bête victorieuse" (Vítězný moloch) a č. 135 z 31. října 1903 nazvané "Abdul-Hamid II ou Trente ans d’assassinats" (Abdulhamid II. aneb Třicet let vraždění). Roku 1905 vytvořil kolekci satirických kreseb ovlivněných krvavým potlačením revolty v Rusku.
Po roce 1906 vzalo svobodné klima ve Francii za své a Hradecký se vrátil do Prahy (patrně v roce 1908). Jeho nekonformní vidění světa bylo vyváženo silným vlasteneckým cítěním. Byl zaujatý náměty z historických křižovatek českých dějin, zejména obdobím reformace. Často se vracel k motivu popravy na Staroměstském náměstí roku 1621.
Žil a tvořil v ateliéru na Národní třídě č. 20 v Praze. Až do konce života se pak stranil publicity a veřejného života, byl dokonce členem intelektuálního bratrstva, které se programově zcela izolovalo od okolního světa. Kritiky nesnášel a svá díla zásadně nevystavoval.
Pravděpodobně poslední politicky motivovanou kresbou Václava Hradeckého byla „Republika nesoucí svůj kříž“ reagující na Mnichov a datovaná 21. listopadu 1938.
Zemřel náhle 14. července 1940 na letním bytě u své sestry v Domažlicích.

## Pozůstalost a výstavy
Hradeckého rozsáhlá výtvarná pozůstalost přešla po jeho smrti do majetku Jiřího Karáska ze Lvovic, který měl svoji galerii v Tyršově domě na Malé Straně v Praze. Dnes je součástí sbírek Památníku národního písemnictví v Praze. Zde v roce 1972 proběhla i souborná výstava Hradeckého díla (katalog a kurátorka Rumjana Dačeva). Výstavy Hradeckého karikatur proběhly v roce 2001 v Olomouci (Galerie Patro, kurátor Pavel Chalupa), Vysokém Mýtě (Městská galerie, součást souboru Ať zhyne starý, podlý svět, kurátoři Pavel Chalupa, Michel Dixmier a Raymond Bacholet), zastoupen byl na výstavě 100 ans de l´Assiette au Beurre v Paříži roku 2001 (kurátoři Pavel Chalupa, Michel Dixmier a Raymond Bacholet); výstava jeho prací se konala i v grafickém kabinetu Muzea v Chrudimi roku 2005.

## Výběr z díla

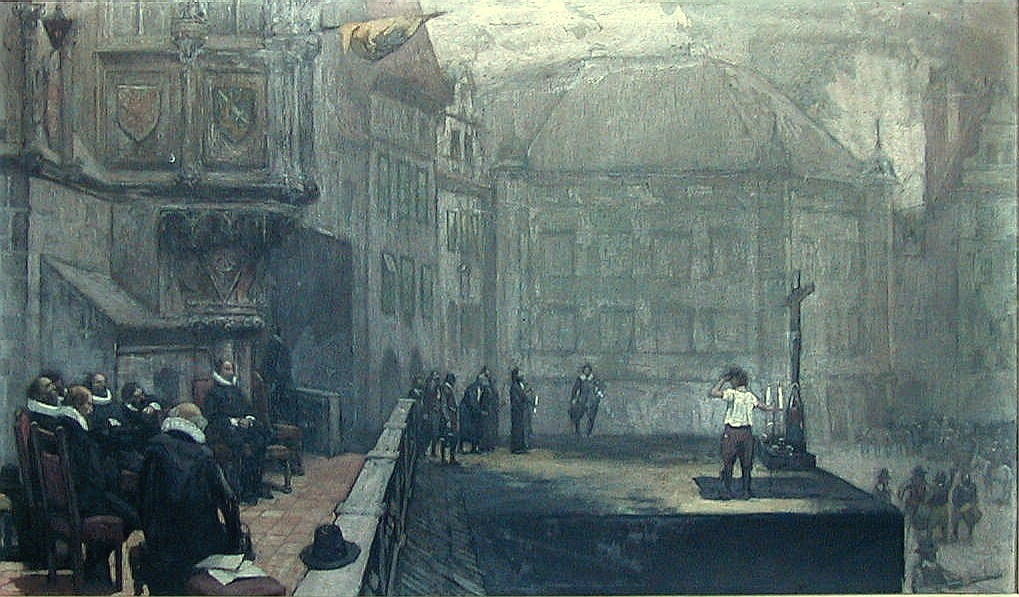
Václav Hradecký: Skizza k obrazu Poprava na Staroměstském náměstí (olej na plátně – rodinná sbírka)

- Výjev ze selských bojů,
- Poprava českých pánů roku 1621,
- Studie ze židovského města,
- Finis Ghetto,
- Francouzská revoluce,
- II.list z Dědictví parijů,
- Melechov,
- David.

## Galerie

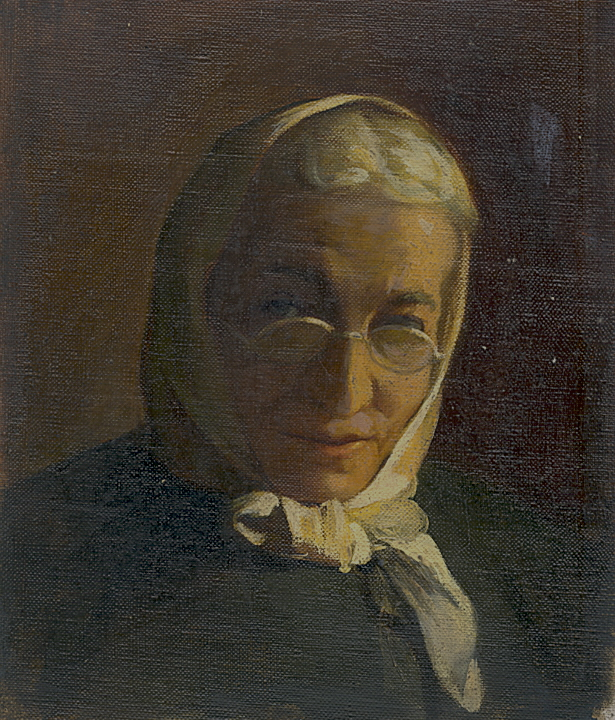
Matka, olej na plátně
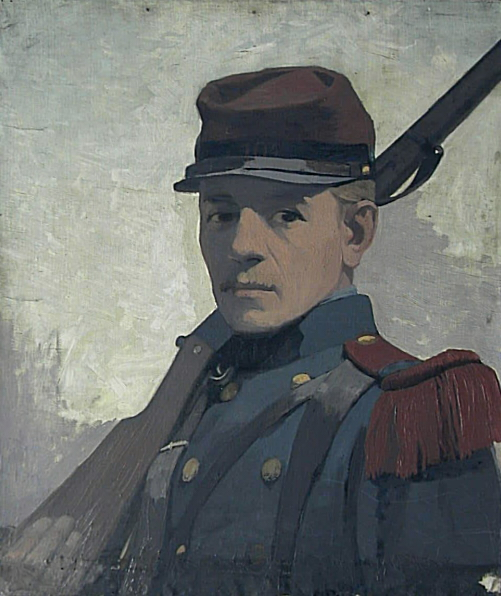
Voják z francouzské revoluce, olej na plátně
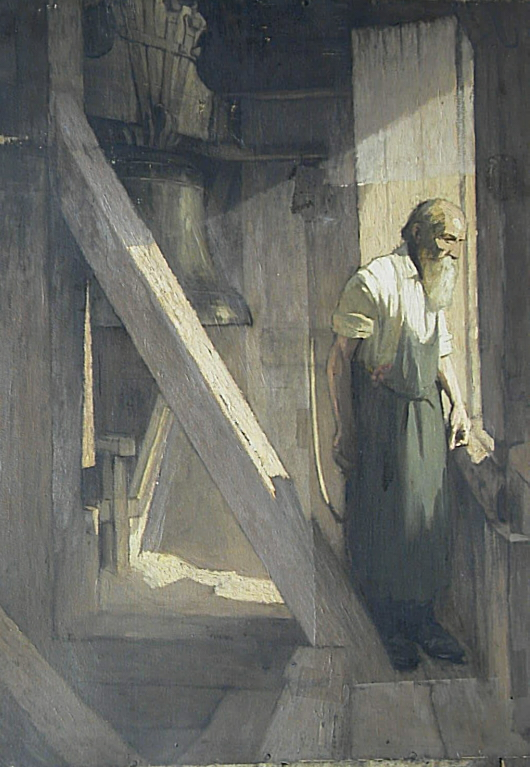
Starý zvoník, olej na lepence (20. léta 20. stol.)
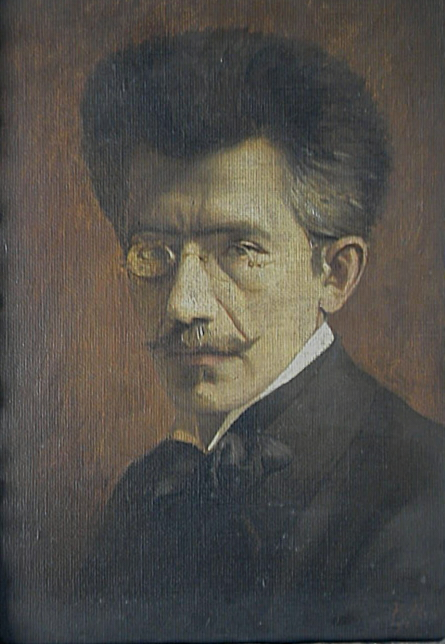
Vlastní podobizna (1921), olej, lepenka s plátnovou strukturou
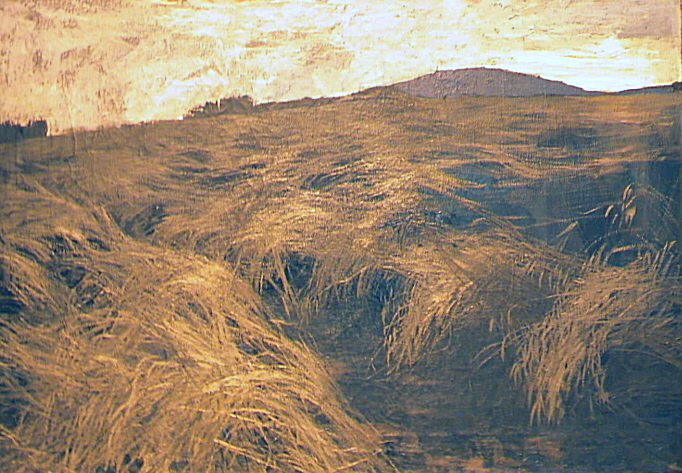
Melechov, olej na plátně (po 1910)
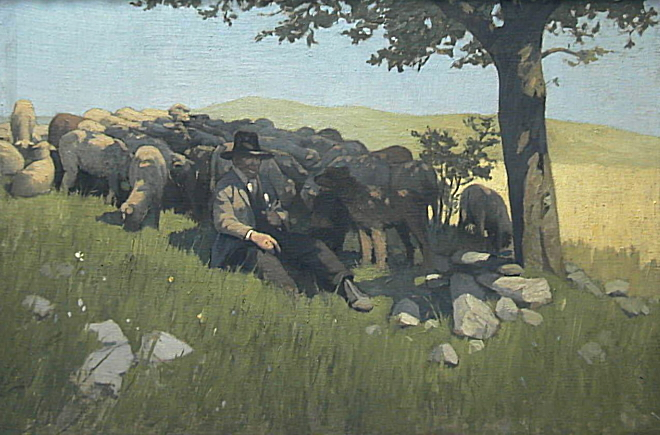
Starý ovčák, olej na plátně
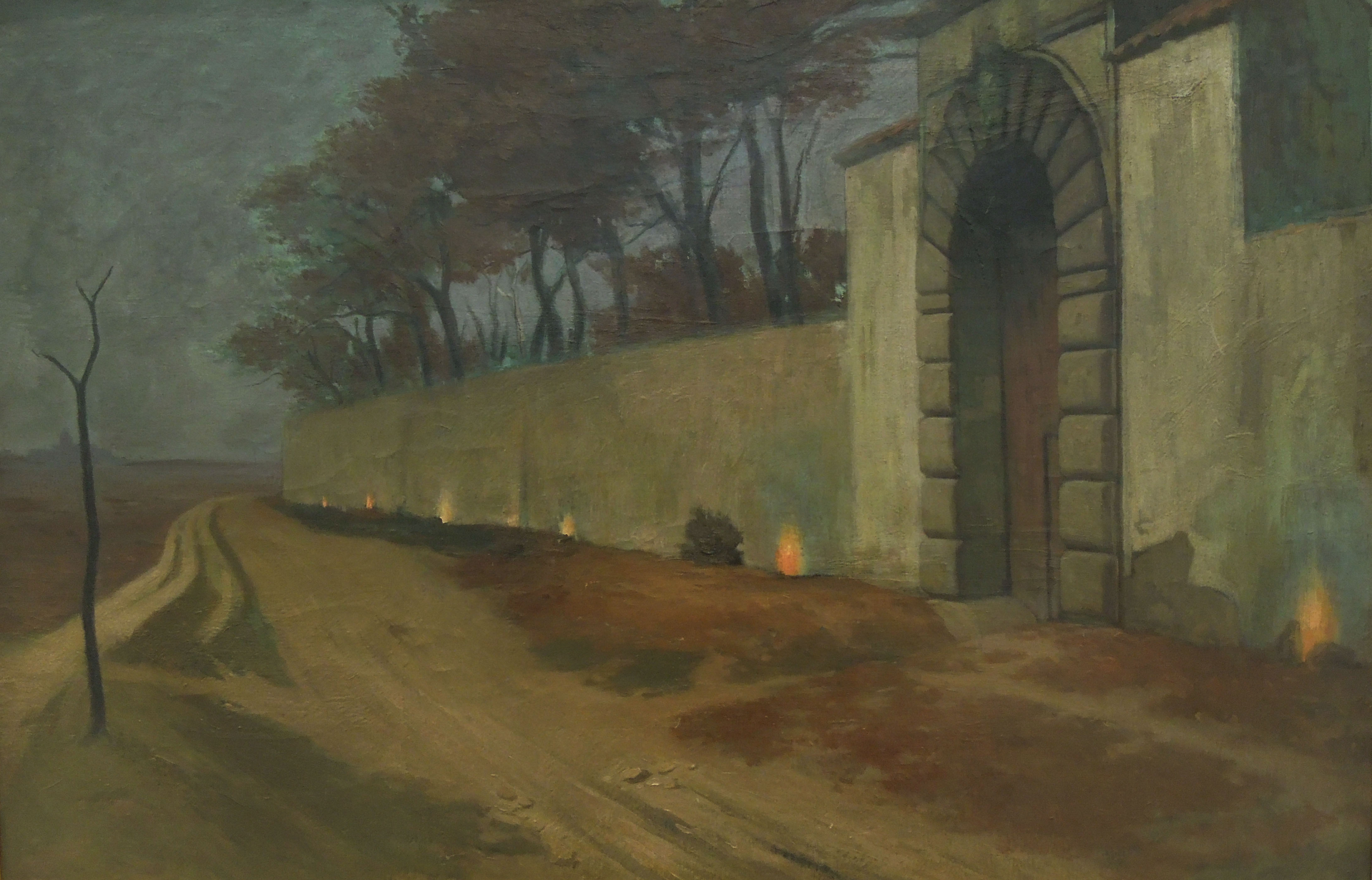
Vzpomínka na listopad 1620, olej na plátně
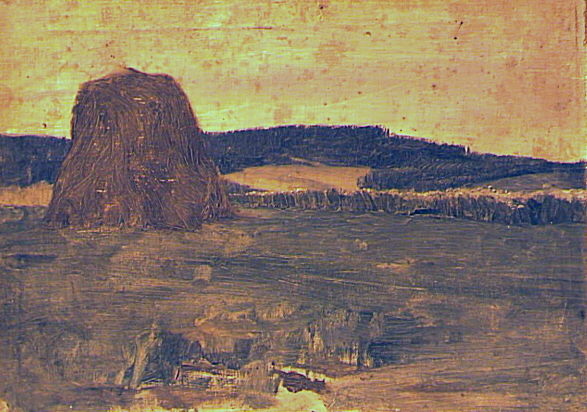
Krajina se stohem, olej na plátně
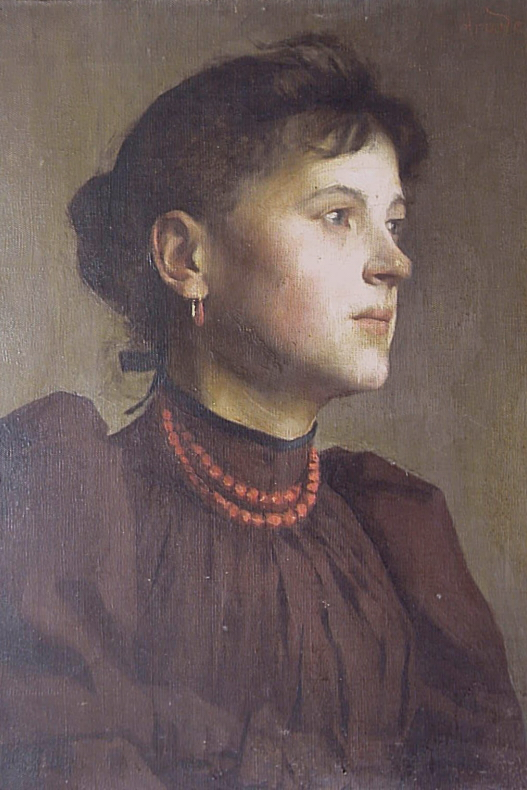
Portrét mladé ženy, olej na plátně